# 熊送り
熊送り（くまおくり）または熊祭り（くままつり）とは、ユーラシア・タイガ・北アメリカ北部の内陸狩猟民族が執り行う宗教儀礼である。

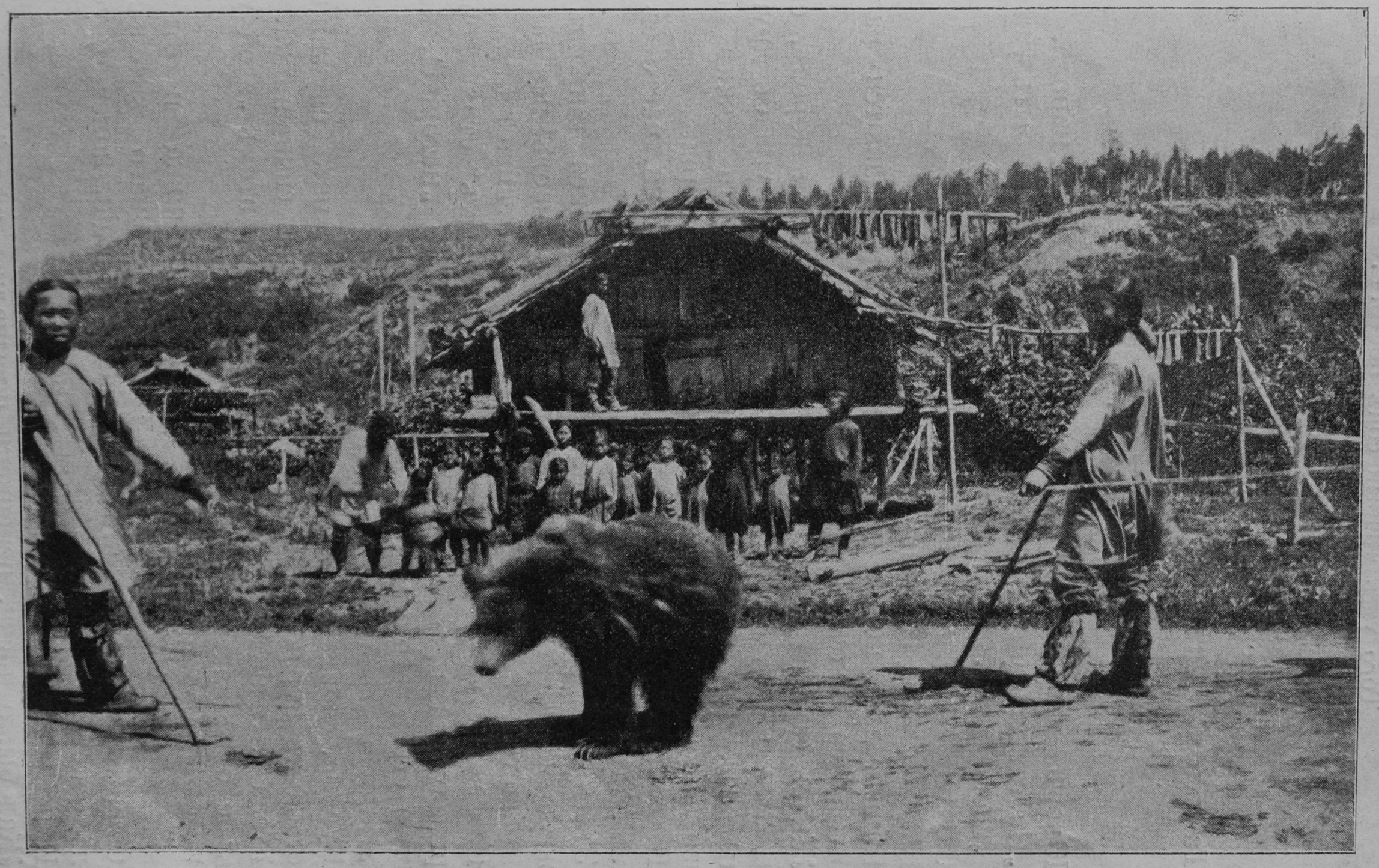
1903年に行われた、ニブフによる熊送り

## 概説
熊送りは、クマを崇拝する民族が執り行う宗教儀礼である。クマを神の化身と見なし、狩猟で得られた熊の魂に「肉と毛皮の恵み」を感謝し、クマの魂を天界に送り返したうえで再訪を願う「狩り熊型熊送り儀礼」と、子熊を村内で飼育したうえで肉と毛皮の恵みを受け取り（屠殺し）、クマの魂を天界に送り返して再訪を願う「飼い熊型熊送り儀礼」（飼熊送り）の2種類がある。
「狩り熊型熊送り儀礼」がユーラシアや北アメリカ北部に暮らす先住民達に普遍的に認められる一方、「飼い熊型熊送り儀礼」は極東に暮らす諸集団（北海道アイヌ、樺太アイヌ、ニブフ、ナナイ、オロチ、ウィルタ、ウリチなど）に偏在する。飼い熊型熊送り儀礼の分布は北海道、樺太（サハリン）から黒竜江（アムール川）流域のハバロフスクあたりまでのナラ林帯で、アイヌのイオマンテもこれに含まれる。
「飼い熊型熊送り儀礼」は、「狩り熊型熊送り儀礼」に後発するものであったことは、想像に難くない。「飼い熊型熊送り儀礼」は、ツングース系のトナカイを飼養する牧畜文化との接触によって派生したとみられ、ところによっては西方の騎馬遊牧民文化の影響もみられる。また、熊の頭骨を祀る儀礼は、古代の中国北部、黄河上流部に存在した豚の頭骨を祀る儀礼がツングース系民族に伝わり、後に熊に置き換わったもの、とする説もある。
なお、北米先住民の中には、イヌワシの雛を数年間飼育した後に殺して魂（霊）を天に送る儀礼を持つ部族があり、北海道ではシマフクロウのイオマンテが行われる地域がある。

### アイヌのイオマンテ

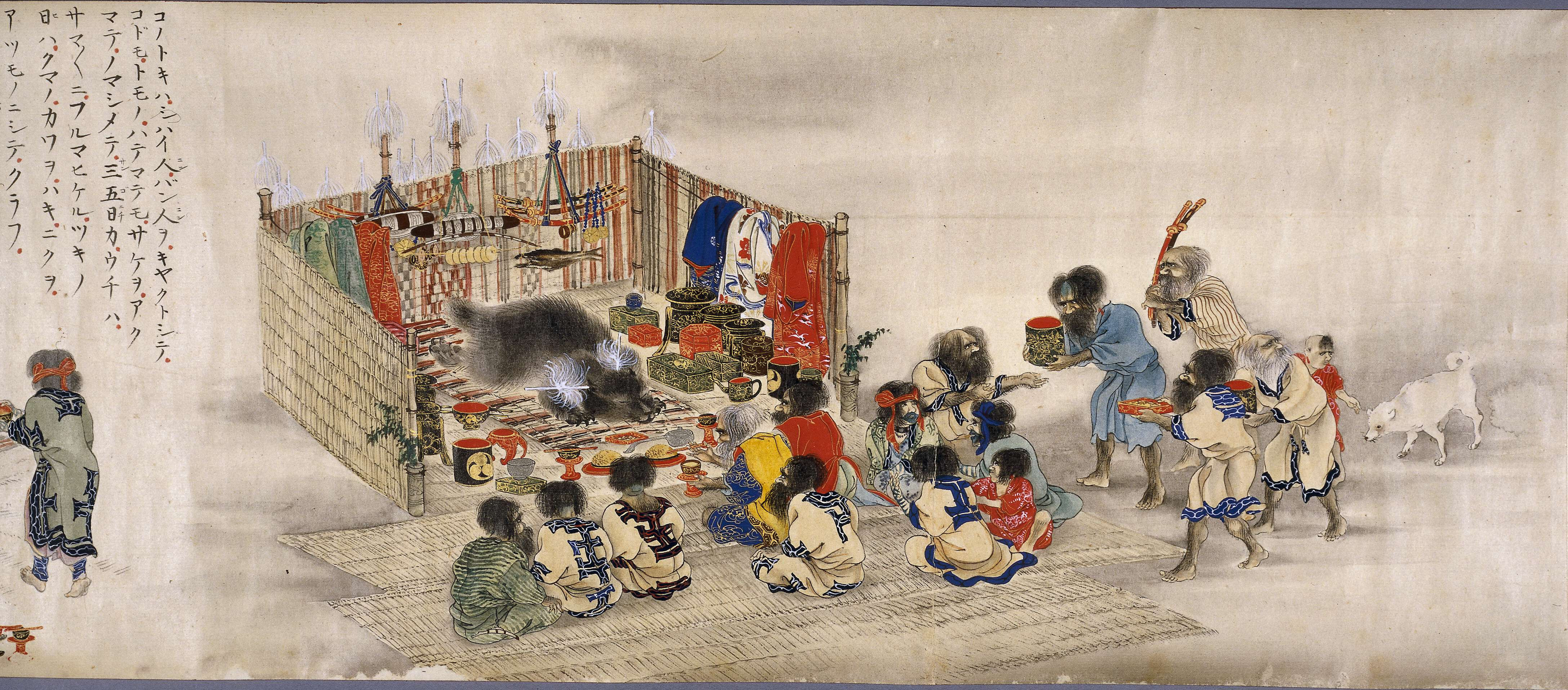
『蝦夷島奇観』村上島之允（秦檍麿）画を、平沢屏山が模写したもの（大英博物館蔵）の一部。イオマンテを描いたアイヌ絵

アイヌの熊送り「イオマンテ」とは、「アイヌモシリ」（人の世界）」に動物（特にヒグマ）の姿で遊びに来たカムイ（神）の魂（霊）を、天上の「カムイモシリ」（神々の世界）に送り返す祭式儀礼のこと。アイヌの熊送り（熊祭り）には、狩りで捕殺した熊を祭る「狩り熊型熊送り儀礼」（猟熊送り）と、子熊を一定期間（北海道アイヌの場合、通常1・2年、樺太アイヌなら3年前後）飼育した後に絞め殺して祭る「飼い熊型熊送り儀礼」（飼熊送り）の2つが存在する。アイヌは、最高神である「キムンカムイ」（山の神）に対する霊送りとして、「猟熊送り」と「飼熊送り」とを、何ら変わらぬ丁重さをもって執り行ってきた。
アイヌの「飼熊送り」は、原則、1～2月頃の厳冬期に行われた。
アイヌの「熊送り」は、擦文文化（7～8世紀頃、本州農耕社会の強い影響下にもあった、道央・道南の地で、先行する続縄文文化の伝統を受け継ぐ形で成立）よりも、樺太（サハリン）北部や黒竜江（アムール川）下流域に起源を持つ、オホーツク文化の担い手である「オホーツク集団」（6～9世紀頃、道北・道東部に展開）の、さらには、擦文文化を受容したオホーツク集団の末裔に当たる「トビニタイ文化集団」（9～13世紀頃）の、ヒグマ儀礼の伝統を受け継いだものと、考えられている。
アイヌの「熊送り」が、「オホーツク集団」のヒグマ儀礼と近縁関係にあることは疑う余地はない。しかし、その一方で、「熊送り」の淵源の一端を北海道および本州起源の文化伝統の中にも探る必要性がある。考古学者の瀬川拓郎は、「縄文時代の日本本土、本州には、イノシシの幼獣を捕えて村内で飼い、その魂を天に送り返す儀礼があった。その儀礼は本来はイノシシが生息しない北海道にも伝わり、北海道の縄文人は本州方面から移入したイノシシの幼獣を村内で飼い、送り儀礼を執り行なった。後に、イノシシがヒグマに置き換わったものが、アイヌのイオマンテである」との説を提唱している。
アイヌの「熊送り」の開始時期は、「飼い熊型熊送り儀礼」は文献史料からは17世紀中頃まで遡ることができるが、それより過去は、考古学の発掘成果からは擦文文化終末期に当たる12～13世紀頃に先立つ可能性を指摘し得る。ただし、これは「狩り熊型熊送り儀礼」の確立の証左とは言えるが、「飼い熊型熊送り儀礼」の基本形態までもが、この時期に確立されていたとまでは（可能性は極めて高いとはいえ）結論できていない。